# Matthias Ecke
Matthias Ecke, né le 12 avril 1983 à Meerane, est un homme politique allemand, membre du Parti social-démocrate d'Allemagne (SPD).
Il est député européen depuis le 3 octobre 2022 à la suite de la démission de Constanze Krehl.

## Biographie
Il étudie à l'université de Leipzig et à l'université Charles de Prague et en 2009 il obtient son master en sciences politiques, économie et journalisme. Sa thèse de master analyse la politique de l'emploi de l'Union européenne. En 2021, il termine son deuxième diplôme à temps partiel en master d'administration publique à la Hertie School de Berlin avec une thèse sur le Fonds de reconstruction de l'Union européenne.
Après avoir travaillé à Leipzig et à Berlin, il vit avec sa femme à Dresde depuis 2014.
Lors de la campagne européenne 2024 où il est le principal représentant SPD de la Saxe, il est agressé le 3 mai 2024 pendant un collage d'affiche.